# Cardiacera triangularis
Cardiacera triangularis är en tvåvingeart som först beskrevs av Malloch 1929.  Cardiacera triangularis ingår i släktet Cardiacera och familjen Pyrgotidae. Inga underarter finns listade i Catalogue of Life.